# Ryukyua circularis
Ryukyua circularis är en kräftdjursart som först beskrevs av Pillai 1954.  Ryukyua circularis ingår i släktet Ryukyua och familjen Cymothoidae. Inga underarter finns listade i Catalogue of Life.